# استان لوساکا
استان لوساکا (به لاتین: Lusaka Province) یک منطقهٔ مسکونی در زامبیا است که در زامبیا واقع شده‌است. استان لوساکا ۲۱٬۸۹۶ کیلومتر مربع مساحت و ۳٬۱۸۶٬۳۳۶ نفر جمعیت دارد.